# Bitva na Harzhornu
Bitva na Harzhornu se odehrála ve 30. letech 3. století (patrně v roce 235) mezi Římany a Germány na svazích vrchu Harzhorn, nedaleko dnešního města Bad Gandersheim. Římská legie zde pravděpodobně germánské kmeny porazila nebo donutila k ústupu. Bitva není zaznamenána v písemných pramenech té doby, opírá se pouze o archeologické nálezy na místě bitvy.

## Historický kontext
V letech předcházejících bitvě germánské kmeny, hlavně Alamanů, Gótů a Vandalů podnikaly čím dál častější nájezdy na Limes Romanus na řece Rýn a přitom napadali římské provincie Horní Germánii a Dolní Germánii. Situace na Limes Romanus byla tak vážná, že se do oblasti přesunul i mladý římský císař Alexander Severus se svojí matkou, který se snažil s Germány dojednat smírné řešení krize v podobě placení tributů. Jeho jednání vyvolalo nevoli římských legionářů, kteří chtěli krizi vyřešit vojenským tažením do Germánie s vidinou tučné kořisti a proto císaře i s jeho matkou zavraždili. Následně novým císařem si zvolili důstojníka ze svých řad Maximina Thraxe, který jim slíbil bohatou kořist z vojenského tažení do Germánie.

## Tažení a bitva
O velikosti římské armády ani o průběhu tažení do Germánie se z písemných ani archeologických nálezů mnoho neví. Pravděpodobně se Římané vraceli z tažení na území kmene Svébů cestou, která procházela údolím pod vrchem Harzohorn. Z více než 600 nalezených artefaktů, od seker, dílů římských vozů až po mince a šipky, které byly nalezeny na zalesněném kopci se archeologové domnívají, že germánské kmeny zatarasili cestu v údolí, proto se Římané rozhodli zaútočit za pomoci katapultů, lučištníků a jízdy na germánské křídlo při vrcholu harzhornského kopce. Na vrcholu kopce došlo ke střetu s Germány. Podle rozmístění nalezených cvočků z podrážek římských vojáků se archeologové domnívají, že Římané z bojiště odcházeli v uspořádaném šiku, z čehož usuzují, že bitva skončila jejich vítězstvím. Římané po bitvě pokračovali v pochodu k Moguntiaku.